# Mensenrechtencomité van de Verenigde Naties
Het Mensenrechtencomité is het orgaan van 18 onafhankelijke deskundigen dat toezicht houdt op de uitvoering van het Internationaal Verdrag inzake burgerrechten en politieke rechten (IVBPR) door de staten die partij zijn.
Alle staten die partij zijn, zijn verplicht regelmatig verslag uit te brengen aan het Comité over de wijze waarop burgerrechten en politieke rechten worden toegepast. Staten moeten in eerste instantie een jaar na toetreding tot het verdrag verslag uitbrengen en vervolgens telkens wanneer het Comité daarom verzoekt. In overeenstemming met de voorspelbare toetsingscyclus verzoekt de commissie om indiening van het rapport op basis van een kalender van acht jaar. De commissie onderzoekt elk rapport en richt haar zorgen en aanbevelingen aan de staat die partij is in de vorm van 'slotopmerkingen'.
Bovendien:
- Artikel 41 van het verdrag bepaalt dat het Comité interstatelijke klachten in overweging neemt.
- Het facultatief protocol bij het verdrag geeft de commissie de bevoegdheid om individuele klachten te onderzoeken met betrekking tot vermeende schendingen van het verdrag door staten die partij zijn bij het protocol.
- Het tweede facultatieve protocol bij het verdrag heeft betrekking op de afschaffing van de doodstraf door staten die het protocol hebben aanvaard.

Het Comité publiceert ook zijn interpretatie van de inhoud van mensenrechtenbepalingen, bekend als algemene opmerkingen, over thematische kwesties of zijn werkmethoden.
Het Comité vergadert in Genève en houdt normaal gesproken drie zittingen per jaar.

## Functies en organisatie

### Werkwijze
De staat van dienst van geen enkel land op het gebied van het beschermen en bevorderen van burgerrechten en politieke rechten is perfect en vrij van kritiek. Als gevolg hiervan is het de taak van het Comité om elke staat die partij is aan te moedigen:
1. Om die wetten, beleidsregels en praktijken te handhaven die het genot van deze rechten vergroten;
2. Om die maatregelen die destructief of corrosief zijn voor de rechten van het verdrag in te trekken of op passende wijze te wijzigen;
3. Passende positieve maatregelen te nemen wanneer een staat die partij is heeft nagelaten op te treden om deze rechten te bevorderen en te beschermen; en
4. Op passende wijze rekening houden met de effecten in termen van het verdrag van nieuwe wetten, beleid en praktijken die een staat die partij is voorstelt in te voeren om ervoor te zorgen dat hij niet achteruitgaat in het geven van praktische uitvoering aan Verdragsrechten.

Een van de grote troeven van het Comité is het morele gezag dat het ontleent aan het feit dat zijn leden alle delen van de wereld vertegenwoordigen. In plaats van één geografisch of nationaal perspectief te vertegenwoordigen, spreekt het Comité met een mondiale stem.
Het werk van het Comité heeft een reëel effect op het bevorderen van het genot van burgerrechten en politieke rechten in veel landen, ook al is de relatie tussen oorzaak en gevolg soms moeilijk vast te stellen. Er zijn talloze gevallen van een individuele klacht die tot positieve resultaten voor de betrokkene leidt, hetzij in de vorm van een betaling van een schadevergoeding, een omzetting van een doodvonnis, een nieuw proces, een onderzoek naar bepaalde gebeurtenissen of een aantal andere rechtsmiddelen in de betrokken staat.
In de loop der jaren heeft het werk van het Comité geleid tot vele veranderingen in wetgeving, beleid en praktijk, zowel op algemeen nationaal niveau als in de context van individuele gevallen. In directe zin heeft de uitvoering door het Comité van de toezichthoudende taken die het krachtens het verdrag is toevertrouwd, het leven van individuen in landen in alle delen van de wereld verbeterd. Het is in deze geest dat het Comité zijn werk relevant en toepasbaar zal blijven maken voor alle staten die partij zijn, en zal streven naar het genot van alle burgerlijke en politieke rechten die door het Verdrag worden gewaarborgd, volledig en zonder discriminatie, door alle mensen.

### Leden
Het Mensenrechtencomité bestaat uit 18 onafhankelijke deskundigen, personen met een hoog moreel karakter en erkende competentie op het gebied van mensenrechten.
De leden worden voor een periode van vier jaar gekozen door de staten die partij zijn overeenkomstig de artikelen 28 tot en met 39 van het verdrag. De leden dienen op persoonlijke titel en kunnen bij voordracht worden herkozen. Er worden regelmatig verkiezingen gehouden ter vervanging van de leden van het Comité wanneer hun ambtstermijn afloopt. De termijnen lopen af op 31 december.
Tussentijdse verkiezingen worden gehouden in buitengewone vergaderingen van staten die partij zijn om te voorzien in een toevallige vacature die voortvloeit uit het ontslag of overlijden van een lid van het Mensenrechtencomité. Het Internationaal Verdrag inzake burgerrechten en politieke rechten is uniek onder de mensenrechtenverdragen omdat het voorziet in het organiseren van verkiezingen om informele vacatures in te vullen.
Overzicht huidige leden (2022):
| Voorzitter     |
| Vicevoorzitter |
| Rapporteur     |

|    | Naam                             | Land        | Periode   |
| -- | -------------------------------- | ----------- | --------- |
| 1  | Ms. Tania María ABDO ROCHOLL     | Paraguay    | 2017-2024 |
| 2  | Ms. Wafaa Ashraf Moharram BASSIM | Egypte      | 2021-2024 |
| 3  | Mr. Yadh BEN ACHOUR              | Tunesië     | 2019-2022 |
| 4  | Mr. Christopher Arif BULKAN      | Guyana      | 2019-2022 |
| 5  | Mr. Mahjoub EL HAIBA             | Marokko     | 2021-2024 |
| 6  | Mr. Shuichi FURUYA               | Japan       | 2019-2022 |
| 7  | Mr. Carlos GÓMEZ MARTÍNEZ        | Spanje      | 2021-2024 |
| 8  | Ms. Marcia V.J. KRAN             | Canada      | 2017-2024 |
| 9  | Mr. Duncan MUHUMUZA LAKI         | Oeganda     | 2019-2022 |
| 10 | Ms. Photini PAZARTZIS            | Griekenland | 2019-2022 |
| 11 | Mr. Hernán QUEZADA CABRERA       | Chili       | 2019-2022 |
| 12 | Ms. Vasilka SANCIN               | Slovenië    | 2019-2022 |
| 13 | Mr. José Manuel SANTOS PAIS      | Portugal    | 2017-2024 |
| 14 | Mr. Changrok SOH                 | Zuid-Korea  | 2021-2024 |
| 15 | Ms. Kobauyah TCHAMDJA KPATCHA    | Togo        | 2021-2024 |
| 16 | Ms. Hélène TIGROUDJA             | Frankrijk   | 2019-2022 |
| 17 | Mr. Imeru Tamerat YIGEZU         | Ethiopië    | 2021-2024 |
| 18 | Mr. Gentian ZYBERI               | Albanië     | 2019-2022 |